# Бокчито (Оклахома)
Бокчито (англ. Bokchito) — місто (англ. town) в США, в окрузі Браян штату Оклахома. Населення — 574 особи (2020).

## Географія
Бокчито розташоване за координатами 34°1′4″ пн. ш. 96°8′30″ зх. д. / 34.01778° пн. ш. 96.14167° зх. д. (34.017873, -96.141694).  За даними Бюро перепису населення США в 2010 році місто мало площу 1,01 км², уся площа — суходіл.

## Демографія
Згідно з переписом 2010 року, у місті мешкали 632 особи в 276 домогосподарствах у складі 175 родин. Густота населення становила 625 осіб/км².  Було 321 помешкання (317/км²).
Расовий склад населення:
| - 82,8 % — білих - 10,3 % — корінних американців - 0,2 % — чорних або афроамериканців - 0,2 % — азіатів |

До двох чи більше рас належало 6,6 %. Частка іспаномовних становила 0,6 % від усіх жителів.
За віковим діапазоном населення розподілялося таким чином: 24,5 % — особи молодші 18 років, 56,8 % — особи у віці 18—64 років, 18,7 % — особи у віці 65 років та старші. Медіана віку мешканця становила 37,4 року. На 100 осіб жіночої статі у місті припадало 89,8 чоловіків;  на 100 жінок у віці від 18 років та старших — 85,6 чоловіків також старших 18 років.
Середній дохід на одне домашнє господарство  становив 39 114 долари США (медіана — 30 221), а середній дохід на одну сім'ю — 48 179 доларів (медіана — 35 000). Медіана доходів становила 36 917 доларів для чоловіків та 30 625 доларів для жінок. За межею бідності перебувало 25,1 % осіб, у тому числі 25,8 % дітей у віці до 18 років та 22,3 % осіб у віці 65 років та старших.
Цивільне працевлаштоване населення становило 216 осіб. Основні галузі зайнятості: освіта, охорона здоров'я та соціальна допомога — 22,7 %, роздрібна торгівля — 19,4 %, виробництво — 11,6 %, мистецтво, розваги та відпочинок — 8,8 %.